# Saint-Aubin-du-Thenney
Saint-Aubin-du-Thenney is een gemeente in het Franse departement Eure (regio Normandië) en telt 322 inwoners (1999). De plaats maakt deel uit van het arrondissement Bernay.

## Geografie
De oppervlakte van Saint-Aubin-du-Thenney bedraagt 14,3 km², de bevolkingsdichtheid is 22,5 inwoners per km².
De onderstaande kaart toont de ligging van Saint-Aubin-du-Thenney met de belangrijkste infrastructuur en aangrenzende gemeenten.

## Demografie
Onderstaande figuur toont het verloop van het inwonertal (bron: INSEE-tellingen).